# Musée archéologique de Massa Marittima
Le Musée archéologique de Massa Marittima (Museo archeologico di Massa Marittima) est un musée archéologique italien situé en Toscane, dans la commune de Massa Marittima, dans la province de Grosseto.

## Localisation
Le Museo Archeologico di Massa Marittima est situé depuis 1994 dans le Palazzo del Podestà sur la Piazza Garibaldi.

## Collections

### Préhistoire
Le rez-de-chaussée est consacré à la Préhistoire et documente l'histoire de la zone locale depuis l'époque la plus ancienne, le Paléolithique ou âge de la pierre jusqu'au Néolithique ou âge du bronze (IIIe millénaire av. J.-C.).
Le musée présente une statue-stèle en grès retrouvée dans la localité de Vado all’Arancio (IIIe millénaire av. J.-C.), un calque d'Oreopithecus bambolii, un singe anthropomorphe, des fresques  dans la grotta della Spinosa. Afin de présenter les pièces archéologiques dans leur contexte original, deux grottes ont été reconstruites. L'une est utilisée comme habitation du Paléolithique, l'autre comme lieu de sépulture du néolithique.

## Les Étrusques
Les deux étages supérieurs du palais sont consacrés à la période étrusque.
La première pièce conserve les pièces archéologiques de la vaste zone des nécropoles située au nord et nord-ouest du lago dell'Accesa. 
La typologie sépulcrale est variée et s'étend chronologiquement sur une longue période allant du IXe  au  VIe siècle av. J.-C.
Les autres pièces exposent les pièces archéologiques provenant des nécropoles et des habitations qui étaient situées sur les rives du lac.
Les preuves que les édifices étaient destinés à l'habitat sont apportées par les pièces archéologiques exposées dans les vitrines : outils pour les filatures et le textile, vaisselle, céramique pour la cuisine, moulin pour broyer la grenaille.
Vu le nombre important de poids pour l'outil à tisser retrouvés, un outil à tisser antique a été reconstruit à partir de ceux peints sur les vases grecs et étrusques.
Une salle du second étage comporte les pièces archéologiques provenant des tombes de la période romaine. Une sépulture du type alla cappuccina, avec six grandes tuiles comme couverture et surmontée d'une amphore avec la pointe brisée, a été reconstituée.

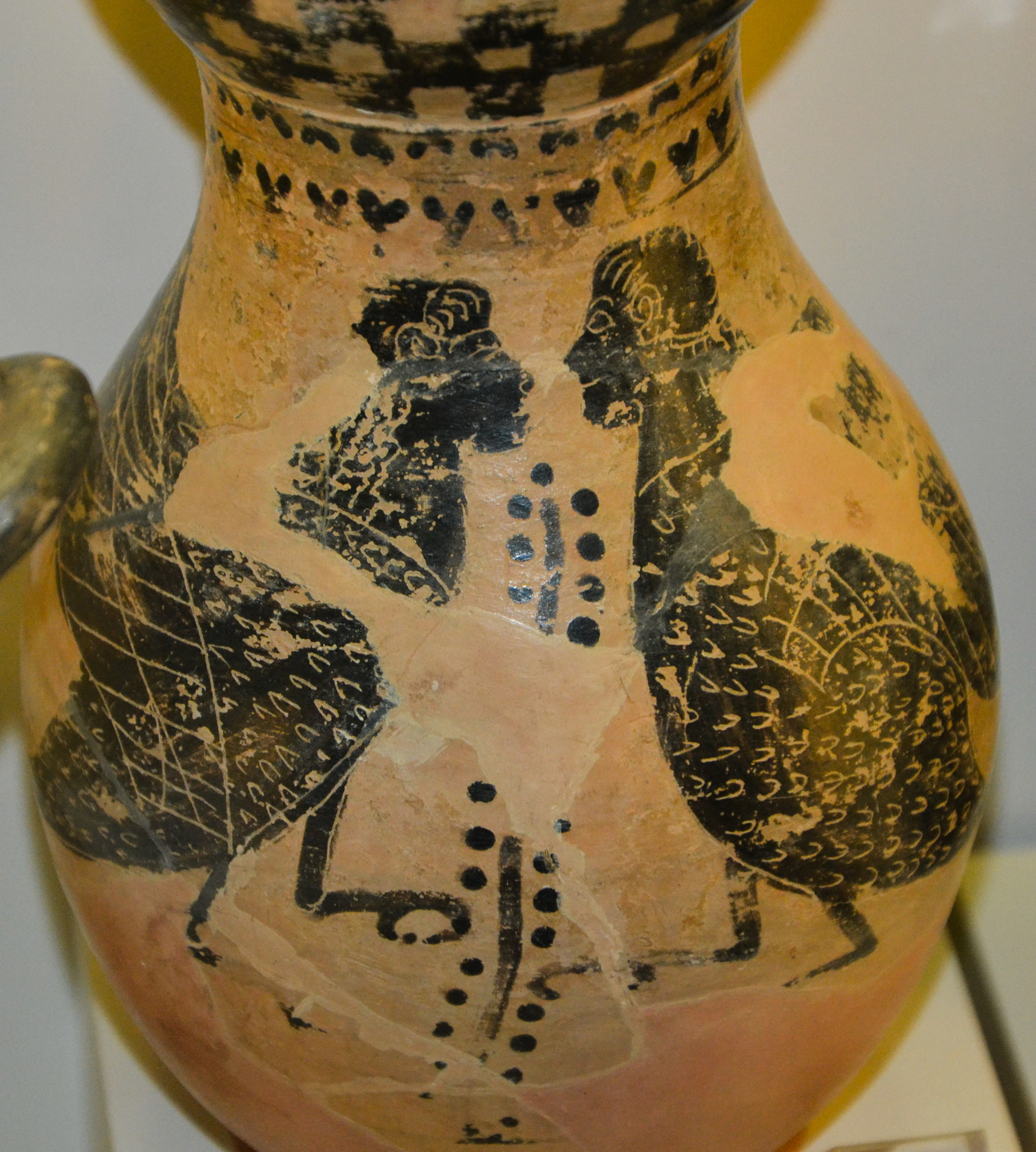
Vase à figures noires.
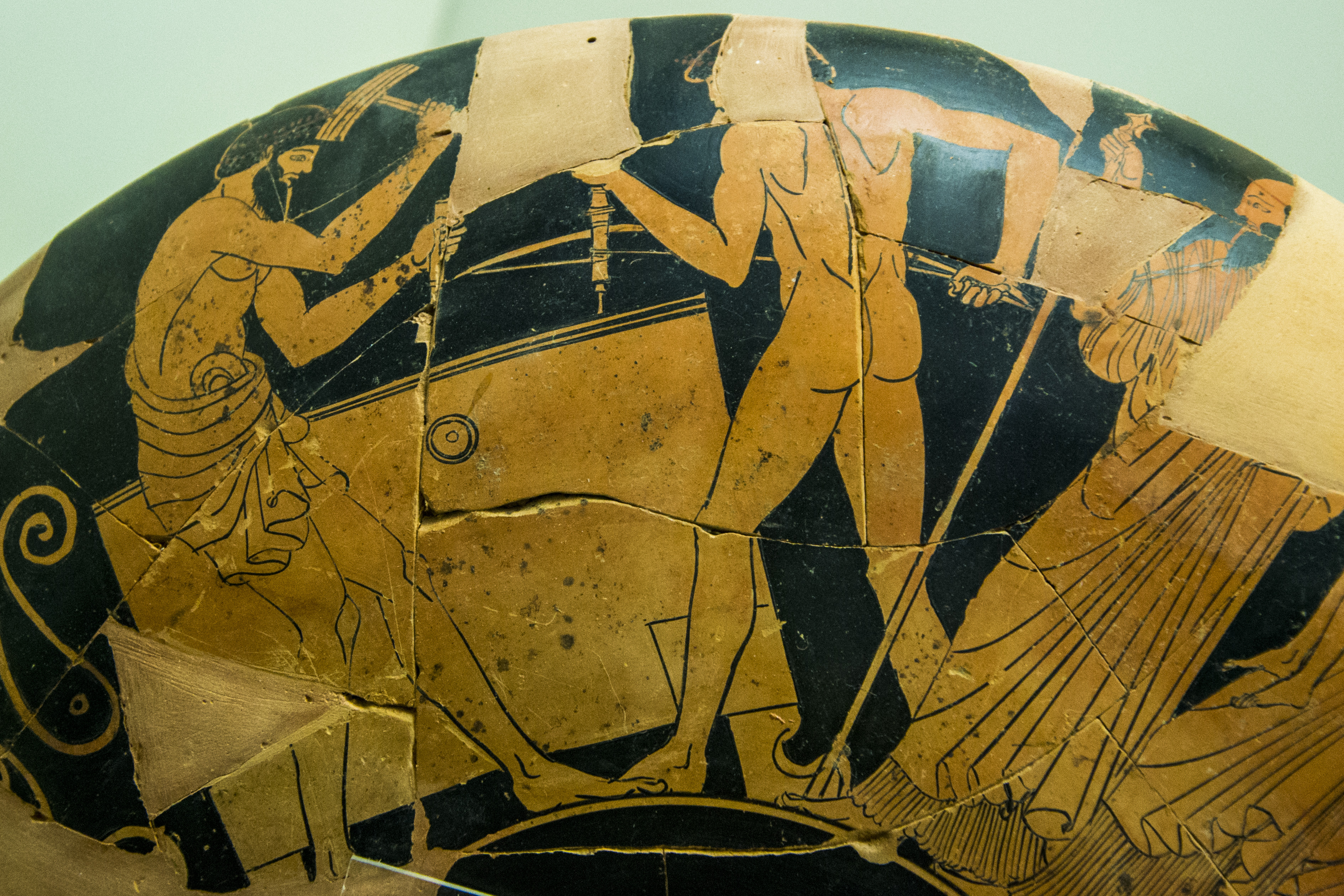
Vase à figures rouges.
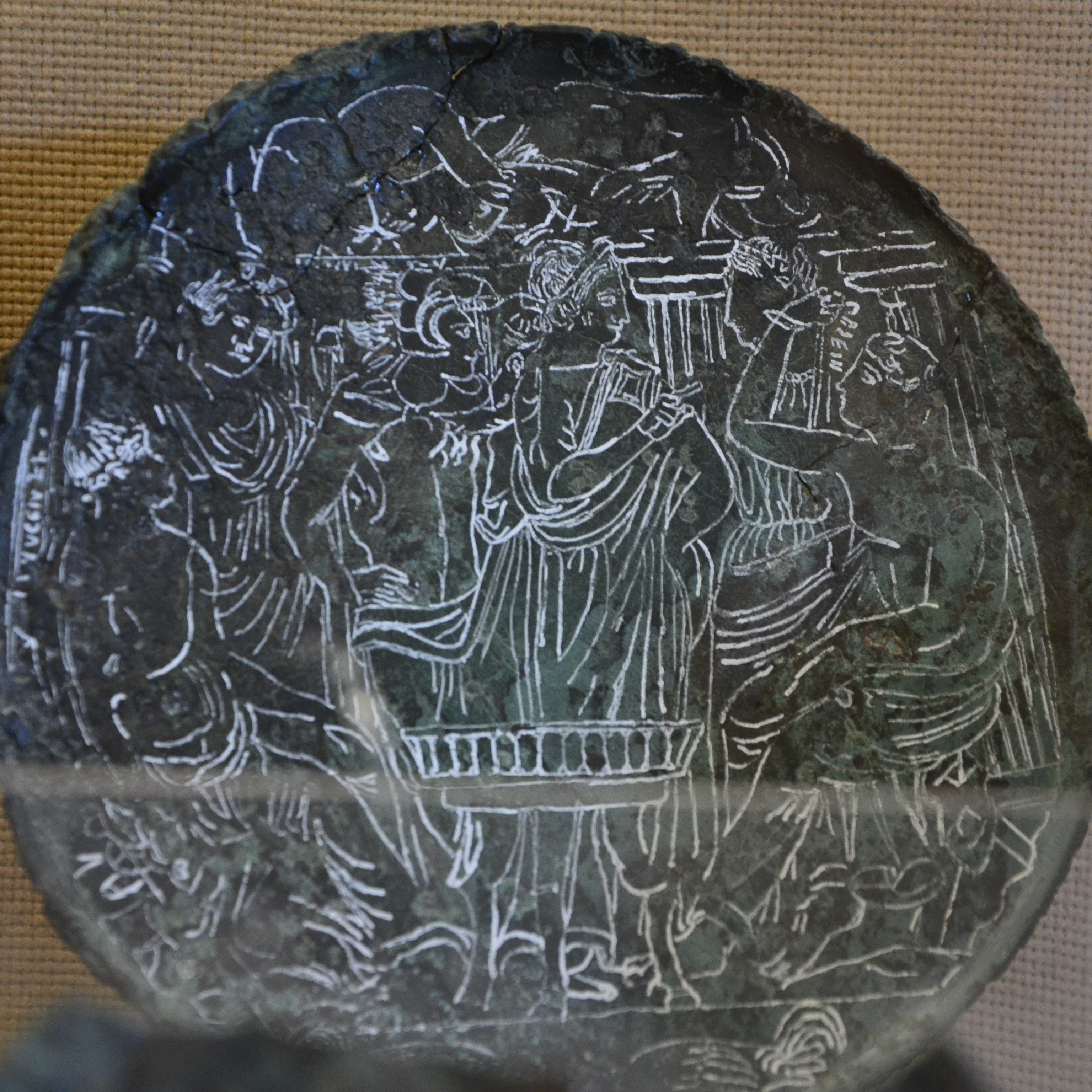
Miroir.

## Sources
- Voir liens externes